# Bembidion obtusidens
Bembidion obtusidens är en skalbaggsart som beskrevs av Henry Clinton Fall. Bembidion obtusidens ingår i släktet Bembidion och familjen jordlöpare. Inga underarter finns listade i Catalogue of Life.